# Raymond Lemieux
Raymond Urgel Lemieux (Lac La Biche, Alberta, Kanada, 1920. június 16. – Edmonton, 2000. július 22.) kanadai kémikus, biokémikus, a kémia számos területén úttörő volt. Az első és leghíresebb munkája a cukor szintetizálása volt. Az 1999. évi Kémiai Wolf-díj nyertese.

## Élete
Lac La Biche-ben született de a családja 1926-ban elköltözött Edmontonba. Az Alberta Egyetemen kémiát tanult és 1943-ban megszerezte a BSc. fokozatát. Ezután a McGill Egyetemre ment ahol szerves kémiából megszerezte a PhD fokozatát 1946-ban. Posztdoktori ösztöndíjjal az Ohio Állami Egyetemre ment a Bristol Laboratories Inc.-ba kutatni. Itt a sztreptomicinnel foglalkozott. Megismerkedett a későbbi feleségével akit 1948-ban el is vett.
Visszatért Kanadába ahol a Saskatchewani Egyetemen asszisztens professzor lett. Utána Saskatoonban felügyelő lett a Kanadai Nemzeti Kutatási Tanácsban. 1953-ban George Huberrel együtt először szintetizáltak cukrot a világon. 1954-ben az Ottawai Egyetemen az Elméleti és Alkalmazott Tudományok Karának lett a dékánja. Itt megalapított a Kémia Tanszéket. 1961-ben visszatért az Alberta Egyetemre ahol a Kémia Tanszék professzora és a Szerves Kémia Osztályának elnöke lett.
2000-ben rákban hunyt el.